# Појана (Валча)
Појана (рум. Poiana) насеље је у Румунији у округу Валча у општини Перишани. Oпштина се налази на надморској висини од 700 m.

## Становништво
Према подацима из 2002. године у насељу је живело 412 становника, од којих су сви румунске националности.